# Muhammad Zaki Abu ʿAmir
Muhammad Zaki Abu ʿAmir – international auch Muhammad Zaki Abu Amer – (arabisch محمد زكي أبو عامر, DMG Muḥammad Zakī Abū ʿĀmir) ist ein ägyptischer Jurist, der bedeutende Texte über Strafrecht verfasst hat, und Politiker (Nationaldemokratische Partei).
Abū ʿĀmir promovierte 1974 in Strafrecht an der Universität Alexandria. Danach war er Präsident der Central Agency for Organization and Management Ägyptens, Dekan der Juristischen Fakultät der Universität von Alexandria sowie Generalsekretär der Nationaldemokratischen Partei Ägyptens.
Schließlich wurde er ägyptischer Verwaltungsminister.

## Schriften
- شائبة الخطأ فى الحكم الجنائى : محاولة فقهية و عملية لارساء نظرية عامة . Qānūn al-ʻuqūbāt al-Lubnānī, 1977 und 1984 im Verlag دار المطبوعات الجامعية erschienen.
- al-Ḥimāyah al-jināʾīyah lil-ʻirḍ fī al-tashrīʻ al-muʻāṣir. 1985
- Qānūn al-ʻuqūbāt: al-qism al-ʻāmm. 1986.